# Сліпчиці
Слі́пчиці — село в Житомирському районі Житомирської області, підпорядковане Черняхівській селищній громаді. Населення становить 570 осіб.

## Географія
Розташоване на берегах річки Бистріївка, притоки річки Тетерів, за 20 км від смт. Черняхів і найближчої залізничної станції Горбаші. По обох берегах річки Бистріївки розміщені гранітні кар'єри, де добувається декоративний камінь габродорит і лабрадорит. 
Найближчі населені пункти: на півночі — Корчівка, на сході — с. Кам'яний Брід, на півдні — с. Слобідка, на заході — смт. Головине. Останнє особливо тісно пов'язане зі Сліпчицями, оскільки безпосередньо межує з ними. Слід зазначити, що в розмовній мові, як правило, вимовляють «Головино» (з «о» замість «е» наприкінці). Крім того, в мешканців Сліпчиць склалася традиція замість назви цього містечка вживати слово «фабрика». Слово ж «Головино» здебільшого використовується для позначення однойменного села (а не селища), яке розташоване ще далі на захід.

## Історія
Дата заснування села точно невідома, але в письмових джерелах воно згадується з 1602 року, а також ще згадується в «Деле Волынской палаты уголовного и гражданского суда за 1876 год».
Історія походження назви села має кілька версій. З них найвірогідніша та, що в давнину поселення було оточено великою кількістю боліт, де водились цілі хмари оводів (у народі їх називали сліпцями, сліпаками). Звідси й назва населеного пункту: спочатку Сліпці, а потім Сліпчиці.
В 1885 році на кошти прихожан у селі була побудована церква в Ім'я Покрови Пресвятої Богородиці.
Село належало поміщикам Владиславу і Генріху Лісньовським. Церква рахувалась кладовищенська, а село належало до приходу Бежівської церкви. У 1905 році в селі розповсюджувались революційні ідеї, а тому, за переказами старих людей, вже в роки першої світової війни сліпецькі селяни Кіндрат Оникійчук, Кузьма Лисюк, Микола Юрченко Северин та Петро Войтенка та інші (всього було 8 чоловік) були організаторами поділу панського майна. Вони зламали замки в конюшнях і розібрали коней. Для придушення заколоту в село Сліпчиці приїхало 50 кінних жандармів. «Вісімку» арештували і посадили за ґрати.
Влада комуністів утвердилась у січні 1918 року. Весною 1919 року в село прибув землемір Гагалін, який разом з селянином Денисом Шишуком поділив поміщицьку землю між бідняками. А коли в селі трапилось лихо — велика пожежа, згоріло десятки хат, на допомогу прийшла держава і губернський відділ соцзабезпечення виділив погорільцям 100 тис. карбованців та лісовий матеріал.
У 1920 році в селі утворено комнезам та сільську Раду, а ще через рік комосередок. 3 березня 1922 року в селі була створена сільськогосподарська комуна ім. Шевченка. Першими комунарами були Яків Ковальов, Олекса Войтенко, Дмитро Мусійчук. Комуна в 1930 році перейшла на статус с/г артілі, яка була названа ім. Леніна, головою був обраний Петро Купріянович Бідун. У 1931 році головою колгоспу було обрано Бежевця Олександра Гнатовича.
Під час Голодомору в 1933 році в селі Сліпчицях померло від голоду 34 особи, в тому числі 5 дітей. В період репресій з села було забрано 10 чоловік.
В час Німецько-радянської війни в селі діяла підпільна організація під керівництвом Олександра Леонтійовича Войтенка. Нацисти розстріляли з села 15 чоловік, спалили 55 хат. 292 особи воювали на фронтах Німецько-радянської війни. З них 189 — загинули, 132 нагороджені бойовими орденами та медалями.
Село змогло залікувати рани, завдані війною, тільки за 20 післявоєнних літ. Тут було збудовано двоповерхову середню школу, сільмаг, клуб на 250 місць, медпункт. Село було електрифіковане і радіофіковане, побудовано десятки хат колгоспників, тваринницьких приміщень, інші колгоспні приміщення для зберігання зерна, тракторний стан, автогараж, придбано до сотні автомашин, тракторів, комбайнів і інших сільськогосподарських машин. В колгоспі створено комплекс по відгодівлі великої рогатої худоби.
Після заснування середньої школи в сусідньому смт. Головине та реорганізації Сліпчицької школи в неповну середню остання поступово занепадала, і у 2007 р. її було ліквідовано, оскільки в ній залишилося занадто мало учнів і вчителів.

## Відомі люди
У селі Сліпчиці народився Герой Радянського Союзу Бежевець Олександр Савович (1929—2015). В 1971 році йому присвоєно звання «Заслужений льотчик-випробувач СРСР», у 1975 році присвоєне звання Героя Радянського Союзу. Нагороджений двома орденами Леніна, орденом Червоного Прапора і двома медалями.
В селі воїнам — визволителям на братських могилах поставлено 2 обеліски.